# Юньчэн
Юньчэ́н (кит. упр. 运城, пиньинь Yùnchéng) — городской округ в провинции Шаньси КНР.

## История
В 1949 году был создан Специальный район Юньчэн (运城专区), состоящий из 17 уездов. В 1954 году Специальный район Юньчэн был объединён со Специальным районом Линьфэнь (临汾,专区) в Специальный район Цзиньнань (晋南专区), в который вошло 30 уездов.
В 1970 году Специальный район Цзиньнань был расформирован, а вместо него образованы Округ Линьфэнь (临汾地区) из 16 уездов и Округ Юньчэн (运城地区) из 13 уездов.
В 1983 году уезд Юньчэн был преобразован в городской уезд. В 1994 году уезды Юнцзи и Хэцзинь также были подняты в статусе до городских уездов.
В 2000 году постановлением Госсовета КНР округ Юньчэн был преобразован в городской округ Юньчэн; бывший городской уезд Юньчэн стал при этом районом Яньху в его составе.

## Административно-территориальное деление
Городской округ Юньчэн делится на 1 район, 2 городских уезда, 10 уездов:
| Карта | Карта          | Карта    | Карта     | Карта         | Карта                  | Карта         | Карта                      |
| ----- | -------------- | -------- | --------- | ------------- | ---------------------- | ------------- | -------------------------- |
|       |                |          |           |               |                        |               |                            |
| #     | Статус         | Название | Иероглифы | Пиньинь       | Население (2003 прим.) | Площадь (км²) | Плотность населения (/км²) |
| 1     | Район          | Яньху    | 盐湖区    | Yánhú qū      | 620 000                | 1237          | 501                        |
| 2     | Городской уезд | Юнцзи    | 永济市    | Yǒngjì shì    | 430 000                | 1221          | 352                        |
| 3     | Городской уезд | Хэцзинь  | 河津市    | Héjīn shì     | 360 000                | 593           | 607                        |
| 4     | Уезд           | Жуйчэн   | 芮城县    | Ruìchéng xiàn | 380 000                | 1161          | 327                        |
| 5     | Уезд           | Линьи    | 临猗县    | Línyī xiàn    | 530 000                | 1350          | 393                        |
| 6     | Уезд           | Ваньжун  | 万荣县    | Wànróng xiàn  | 420 000                | 1037          | 405                        |
| 7     | Уезд           | Синьцзян | 新绛县    | Xīnjiàng xiàn | 320 000                | 600           | 533                        |
| 8     | Уезд           | Цзишань  | 稷山县    | Jìshān xiàn   | 330 000                | 680           | 485                        |
| 9     | Уезд           | Вэньси   | 闻喜县    | Wénxǐ xiàn    | 380 000                | 1160          | 328                        |
| 10    | Уезд           | Сясянь   | 夏县      | Xià xiàn      | 350 000                | 1328          | 264                        |
| 11    | Уезд           | Цзянсянь | 绛县      | Jiàng xiàn    | 270 000                | 968           | 279                        |
| 12    | Уезд           | Пинлу    | 平陆县    | Pínglù xiàn   | 250 000                | 1151          | 217                        |
| 13    | Уезд           | Юаньцюй  | 垣曲县    | Yuánqǔ xiàn   | 220 000                | 1620          | 136                        |

## Экономика
В Юньчэне базируется Dayun Group — производитель тяжёлых и лёгких грузовиков, пикапов, минивэнов, двигателей и мотоциклов. 